# 中南銀行
中南银行成立於1921年6月，创办人是南洋华侨黄奕住、刘育才及國人如胡笔江、徐靜仁及上海报业大王史量才等，總行在上海公共租界汉口路110号；中南銀行经营商业银行的一切业务和外汇业务，曾經从北洋政府取得银行券发行权，是北四行之一。

## 歷史
1921年6月，中南银行总行设于上海。建行宗旨为“华侨资本家良多于祖国国家社会各事业抱具执忱者”；“以为今后为南洋华侨资本家社会各事业发生关系起见”，遂定名“中南银行”。
中南银行创办时实收资本即达500万元，极为罕见的，主要发起人和最大投资人为南洋华侨黄奕柱。因系侨资为主，很快被批准获得钞票发行权。中南银行总经理为胡笔江。
中南银行是侨资银行，为便于华侨汇款和进一步参加国际金融市场，胡笔江力主中南创立国外汇兑业务。中南香港分行、厦门分行成为侨汇枢纽。由于中南银行外汇业务经营时间长，国民政府历次统制外汇都指定该行为经营外汇银行。中南银行业务发展迅速，到20世纪30年代初，存款总额跃居私营银行的第三、四位，它也有较多的工业放款和投资。
20世纪20年代，同盐业银行、大陸銀行及金城銀行建立四行储蓄会；1935年，国民政府实行法币政策后，停止发行业务。
1927年，中南银行天津分行经历了一次严重的危机，这就是协和倒账危机。这次倒账使天津中南银行遭受巨大损失，甚至造成上海总行和各地分支行业务的衰退，直至三、四年后，才逐渐度过危机。
1929年、1935年，先后增设储蓄部与信托部；1934年於香港开设分行；其他分行设于北平、南京、汉口、厦门、杭州、苏州等地。
1951年9月，中南銀行公私合营，公私合营银行由公私合营银行联合总管理处管理，1958年统一的公私合营银行并入中国人民银行。
20世纪90年代，香港分行有16家支行，为香港中银集团成员。
2001年10月1日，中南银行香港分行併入中銀香港。

## 旧址
- 上海总行：原位于汉口路3号，后迁汉口路110号，新址由马海洋行设计，建于1917至1921年，现为爱建金融大楼。
- 南京分行：位于白下路155号，建于1929年，现为交通银行白下支行。
- 天津分行：原位于解放北路10号，后迁解放北路88号，建于1922至1923年，现为中国建设银行天津分行。

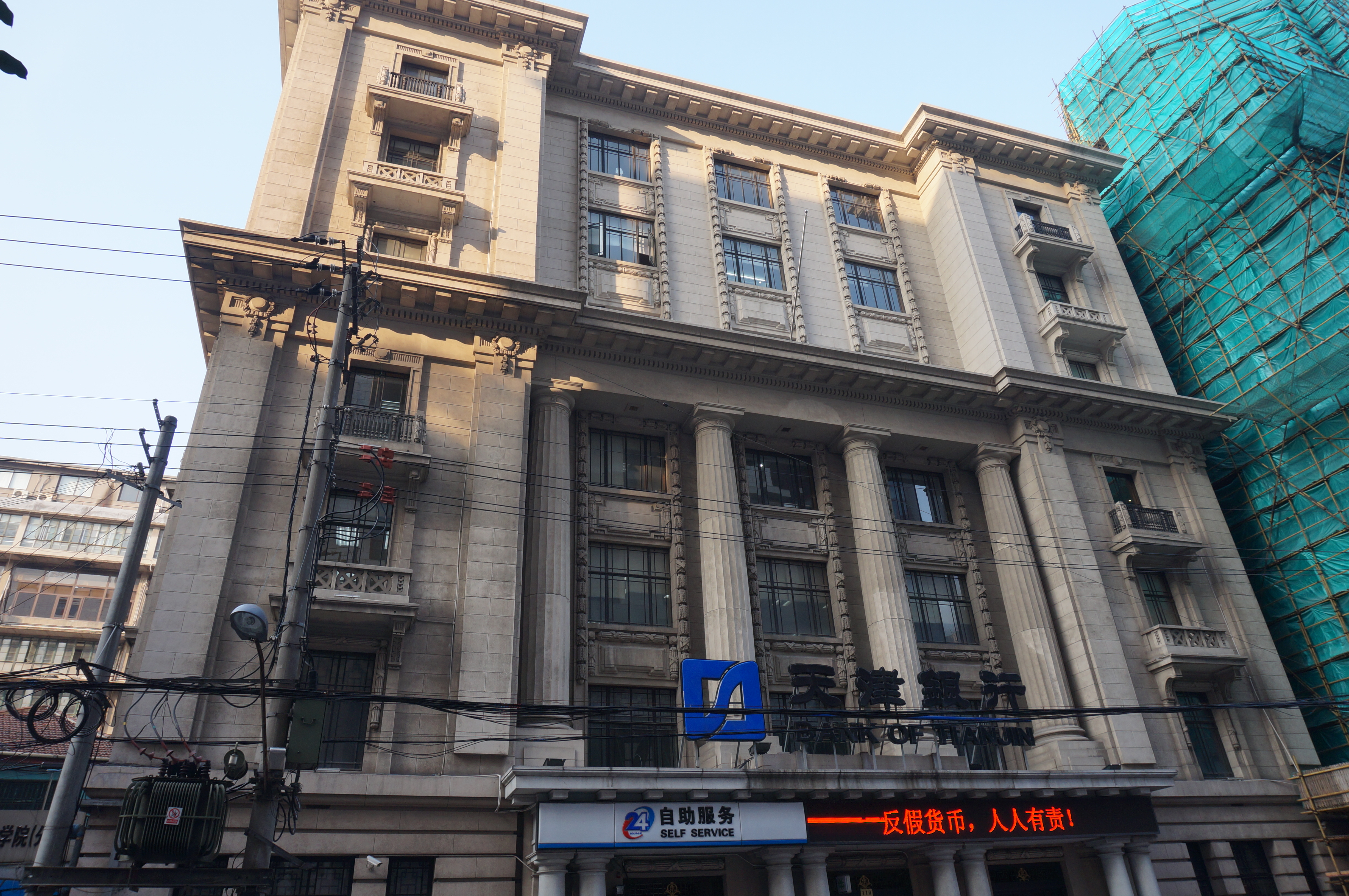
上海中南大楼
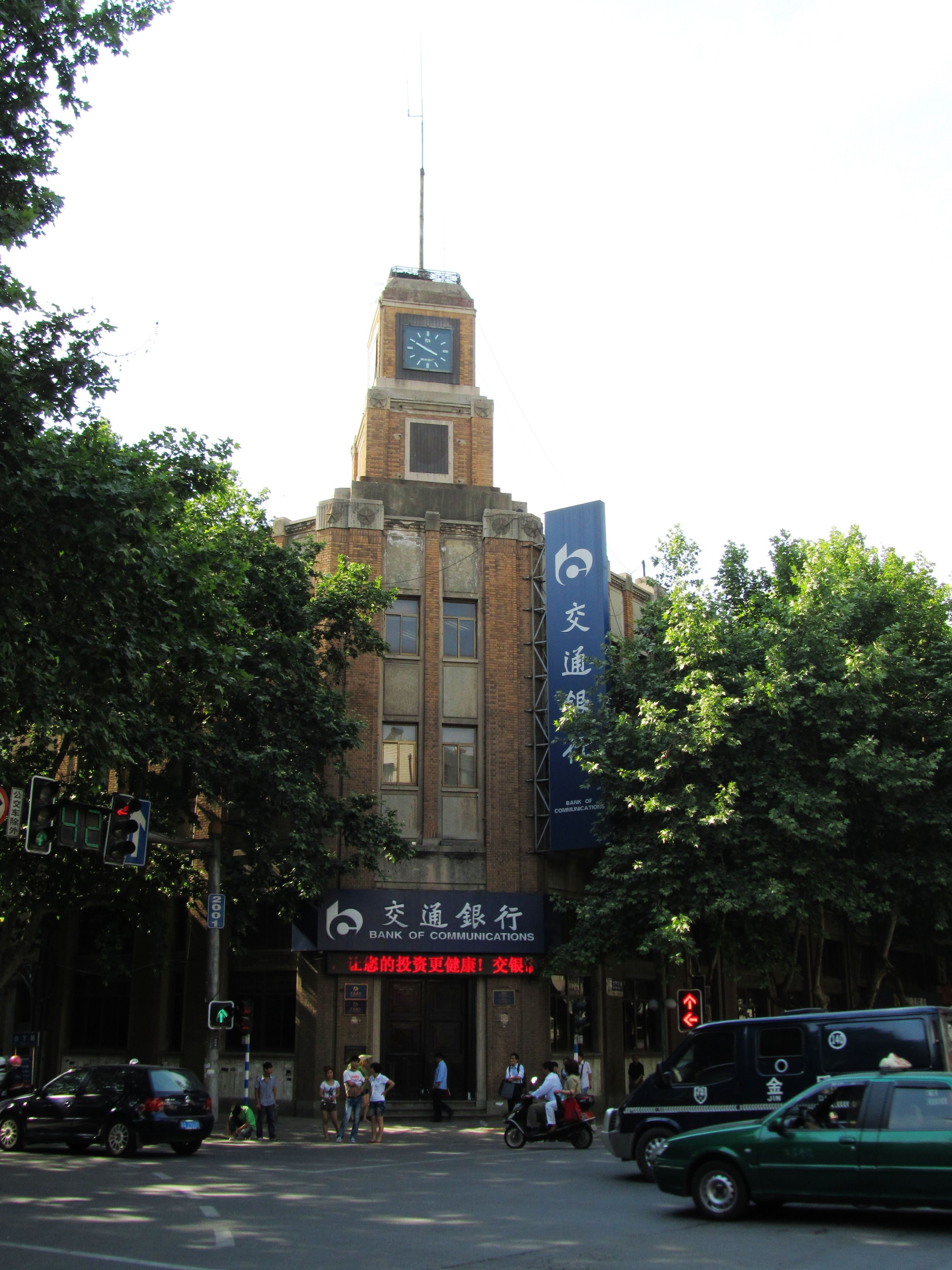
中南银行南京分行旧址
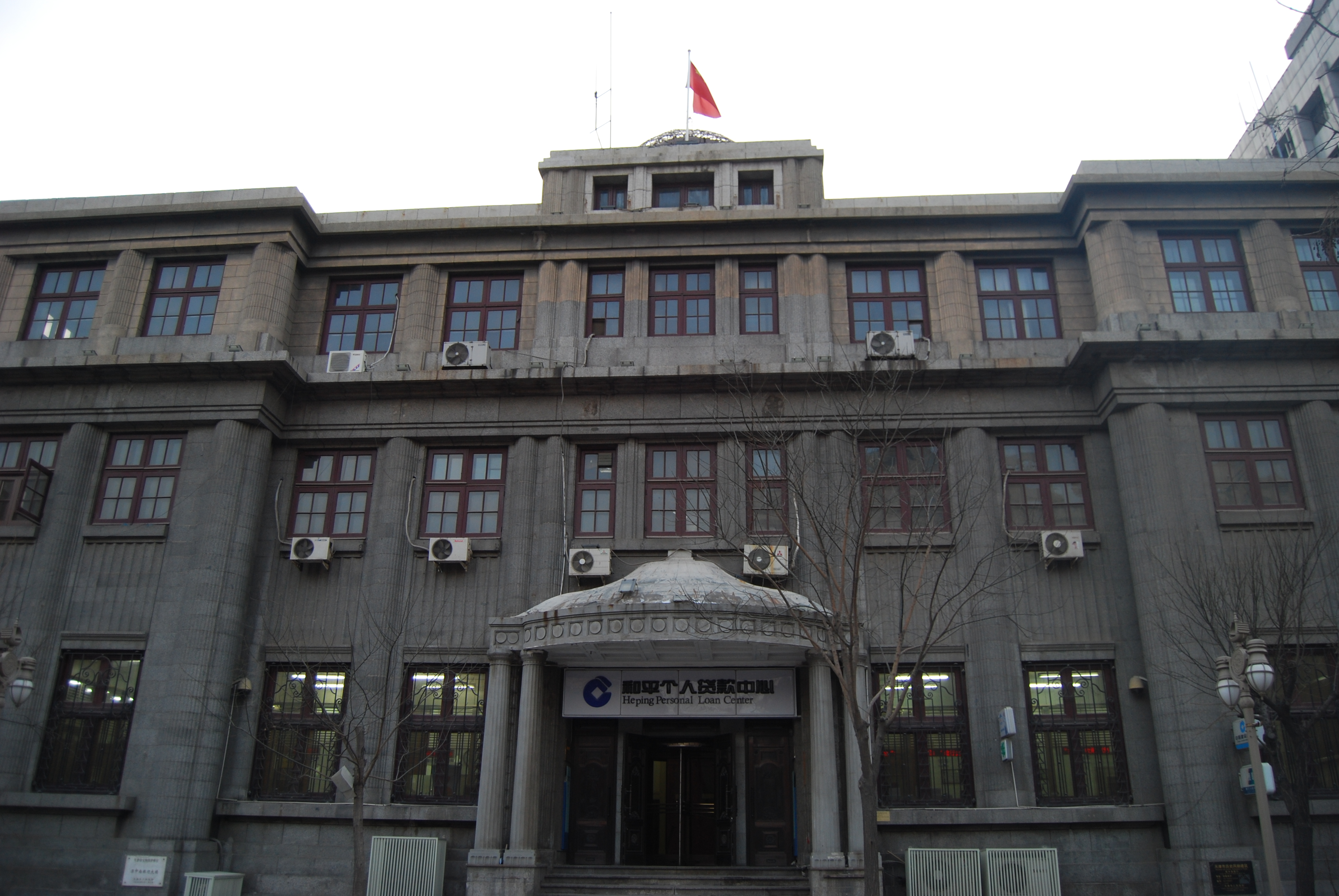
天津中南银行大楼
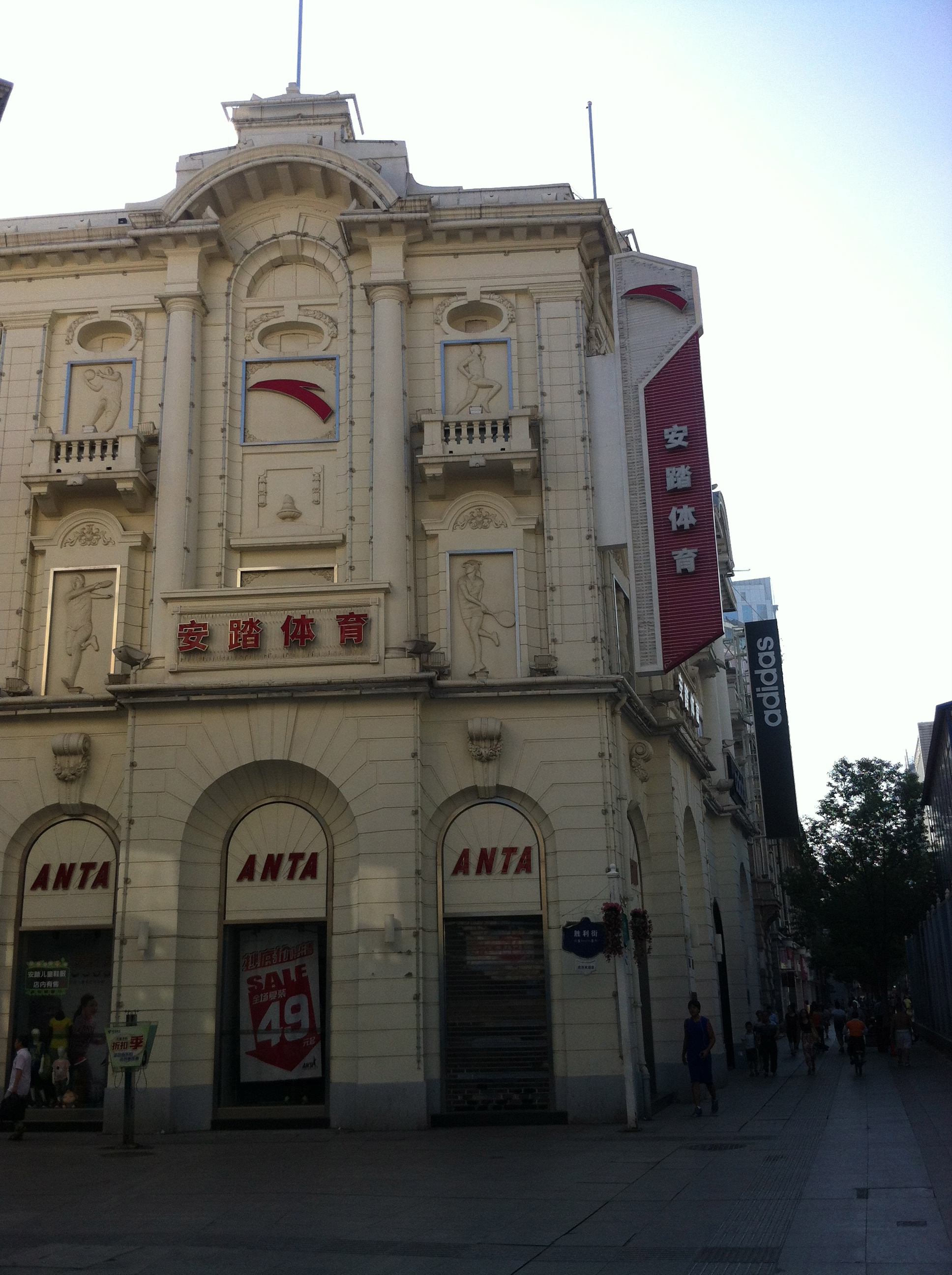
汉口中南银行大楼